# Guilherme Haas
Guilherme Haas (em alemão: Wilhelm Haas; Basileia, Suíça, 1741—1800) foi um gravador e fundidor que aperfeiçoou a impressão de mapas geográficos, introduzindo caracteres móveis e inventando faixas proporcionais e progressivas.